# Douglas F6D Missileer
Douglas F6D Missileer je bil koncept palubnega lovskega letala, ki ga je načrtoval Douglas Aircraft Company na podlagi zahteve Ameriške mornarice leta 1959. F6D je bil podzvočno letalo, imel je omejene manevrirne sposobnosti, je pa bil eno izmed prvih lovskih letal, ki bi uporabljajo turboventilatorske motorje. Decembra 1961 so program preklicali, preden so zgradili leteči prototip.

## Specifikacije (XF6D-1)
Podatki iz The American Fighter
Splošne karakteristike
- Posadka: 3
- Dolžina: 53 ft (16,15 m)
- Razpon kril: 70 ft (21,33 m)
- Višina: 18 ft 1 in (5,51 m)
- Površina kril: 630 ft² (58,52 m²)
- Naložena teža: 50 000 lb (22 680 kg)
- Maks. vzletna teža: 60 000 lb (27 216 kg)
- Pogon letala: 2 × Pratt & Whitney TF30-P-2 turbofan, 10 200 lbf (45,5 kN) vsak

 Zmogljivost 
- Maks. hitrost: 546 mph (879 km/h)
- Razmerje potisk/teža: 0,41

Oborožitev

- Izstrelki: 6 × AAM-N-10 Eagle rakete zrak-zrak